# Albania na Mistrzostwach Świata w Lekkoatletyce 2013
Albania na Mistrzostwach Świata w Lekkoatletyce 2013 – reprezentacja Albanii podczas czempionatu w Moskwie liczyła 2 zawodników.

## Występy reprezentantów Albanii

### Mężczyźni
| Konkurencja | Zawodnik      | Eliminacje | Eliminacje | Finał    | Finał   |
| Konkurencja | Zawodnik      | Rezultat   | Pozycja    | Rezultat | Pozycja |
| ----------- | ------------- | ---------- | ---------- | -------- | ------- |
| Skok w dal  | Izmir Smajlaj | 7,55 (PB)  | 24.        | NQ       | NQ      |

### Kobiety
| Konkurencja    | Zawodnik   | Runda 1  | Runda 1 | Półfinał | Półfinał | Finał    | Finał   |
| Konkurencja    | Zawodnik   | Rezultat | Pozycja | Rezultat | Pozycja  | Rezultat | Pozycja |
| -------------- | ---------- | -------- | ------- | -------- | -------- | -------- | ------- |
| Bieg na 1500 m | Luiza Gega | 4:08,76  | 20. q   | 4:08,79  | 19.      | NQ       | NQ      |